# Szent Kolumba
Szent Kolumba (írül: Colm Cille), (Gartan, 521. december 7. – Iona, 597. június 9.) szentté avatott bencés apát, Írország és Skócia védőszentje.

## Írországban
Szent Kolumba előkelő családból származott, melyet neve is bizonyít, Írország északnyugati sarkának vidékéről származik, a Colm (Galamb) családból. Nevéhez később csatolták a Cille-t, mely a templomokról nevezett kifejezést jelenti. Életéről aránylag bőséges információk vannak, mivel  halála után egy évszázadon belül három jelentős szerző: ionai Szent Cuimin és Szent Adamnan apát, valamint Szent Béda Venerabilis is beszámolt róla. 
Ettől függetlenül gyermekkoráról nem maradtak fenn információk. Nagybátyja keresztelte meg, s a kor szokásainak megfelelően tőle kapta az első képzést a papság felé vezető úton. 
Később Kolumba teológiai tanulmányait Clonard kolostori iskolájában folytatta. Itt tanuló társaival együtt később Írország tizenkét apostolának nevezték őket.  Pappá szentelése után Kolumba Mobhiba ment, amelynek Glasnevinben található kolostora az akkori Írország egyik szellemi központjának számított. Egy gazdag és befolyásos család támogatásával ekkor kezdett el kolostorokat alapítani. Kolostorai közül különösen a Durrowban és Derryben található lett jelentős.

## Skóciában
563-ban költözik át Skóciába, tizenkét társával együtt. Ionán fatemplomot, közösségi helyiséget és minden szerzetes számára kunyhót építtet. Ionáról kiindulva kezdte el társaival együtt a missziós munkát a Skót-felföld lakói között, különösen törekedve arra, hogy az ősi hitből a kereszténység felé való átmenet békésen történjen meg. Mindemellett ionai életének nagy részét kéziratok másolásának szentelte, a hagyomány szerint több mint 300 kéziratot másolt le.

## Halála

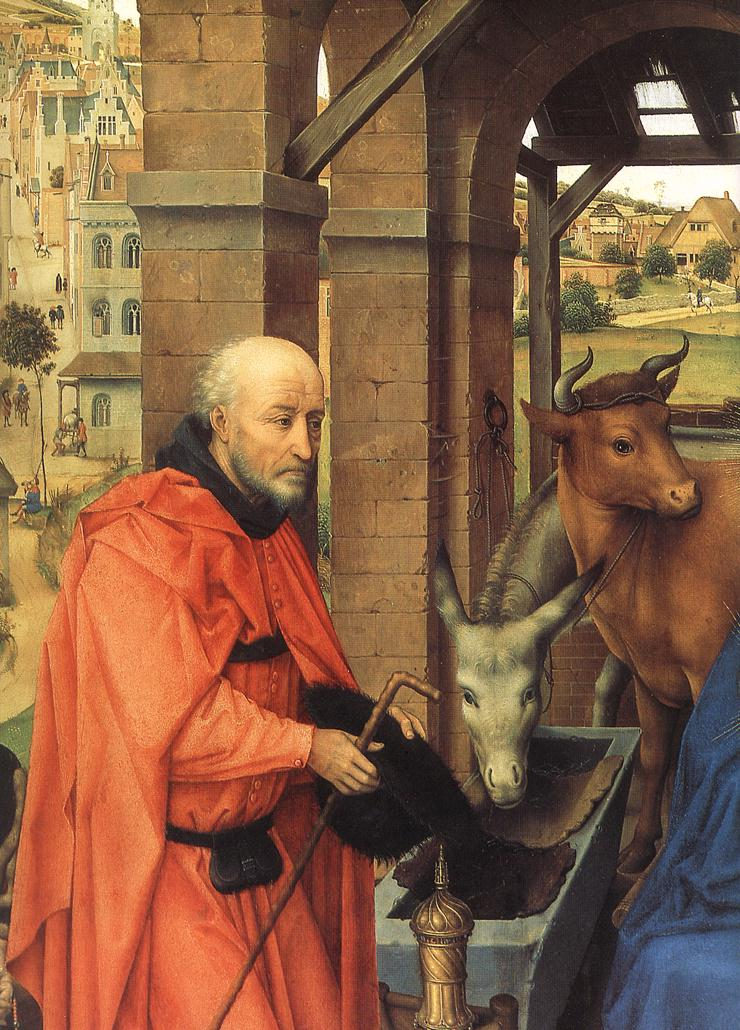
Szent Kolumba

A hagyomány szerint Szent Kolumba egy vasárnap, a reggeli órákban halt meg. Már előző este érezte, hogy hamarosan közelít a vég. Ettől függetlenül folytatta másolási munkáját.  Amikor a 34. zsoltár tizenegyedik versében ezekhez a szavakhoz ért: "akik az Urat keresik, nem szűkölködnek", letette kezéből az íróeszközt, és így szólt: "Itt most abba kell hagynom." A következő vers: "Gyertek, fiaim, és hallgassatok rám, az Úr félelmére tanítalak titeket" - az utóda számára szóló hagyaték volt. Ezután még részt vett az esti Istentiszteleten, majd összehívta a társait, s megáldotta őket. Másnap reggel mindenkit megelőzve ment a templomba, ahol rövidesen meghalt. Ionaban temették el, s sírjának helye Európa egyik nagy szentélye lett, hiszen több mint 70 ír, skót és skandináv királyt temettek el ezen a helyen. Ma kolostora helyén egy anglikán szerzetesi közösség található, melynek fő célkitűzése az ökumenizmus. Szent Kolumba emlékére több száz templomot építettek a mai Írország, Skócia, de az Amerikai Egyesült Államok területén is.

## Fordítás
- Ez a szócikk részben vagy egészben  a   Columba című angol Wikipédia-szócikk fordításán alapul.  Az eredeti cikk szerkesztőit annak laptörténete sorolja fel. Ez a jelzés csupán a megfogalmazás eredetét és a szerzői jogokat jelzi, nem szolgál a cikkben szereplő információk forrásmegjelöléseként.